# Église Saint-Pierre de Sévignacq-Meyracq
Pour les articles homonymes, voir Église Saint-Pierre.
L'église Saint-Pierre est une église catholique située à Sévignacq-Meyracq, en France.

## Localisation
L'église est située dans le département français des Pyrénées-Atlantiques, sur la commune de Sévignacq-Meyracq.

## Historique
L'édifice est inscrit au titre des monuments historiques en 1997.